# Михайлівська церква (Буянки)
Михайлівська церква — православний храм та пам'ятка архітектури місцевого значення у Буянках.

## Історія
Рішенням виконкому Чернігівської обласної ради народних депутатів від 26.06.1989 № 130 надано статус «пам'ятник архітектури місцевого значення» з охоронним № 69-Чг під назвою «Михайлівська церква».

## Опис
Михайлівська церква — приклад народної дерев'яної монументальної архітектури раціоналістичного спрямування періоду історизму. Була побудована в період 1887—1888 років на місці старих менших розмірів. Проєкт церкви складено архітектором О. Михайловим з використанням типових проєктів парафіяльних церков. Схожа за проєктом Троїцька церква була побудована у Грабові у період 1896—1897 років.
Дерев'яна, на високому цоколі, п'ятидольна (п'ятизрубна), хрестоподібна церква, з гранованою апсидою та двома невеликими ризницями по обидва боки від неї. Над центральним об'ємом височить купол із ліхтарем на восьмигранному барабані. Із заходу розташована двоярусна дзвіниця, увінчана шатром і маківкою.